# Pipob On-Mo
Pipob On-Mo (Thai: พิภพ อ่อนโม้, * 22. April 1979 in Phichit) ist ein thailändischer Fußballtrainer und ehemaliger Fußballspieler.

## Karriere

### Spieler

#### Verein
Die Karriere des Pipob On-Mo begann im Jahr 2000 bei BEC-Tero Sasana. 2000 und 2002 wurde er mit dem Verein thailändischer Meister. Der Verein stand zwar 2003 im Finale der AFC Champions League, doch kam Pipob nicht zum Einsatz. 2006 wechselte er zum nach Chonburi zum Ligakonkurrenten Chonburi FC. In seiner ersten Saison mit den Sharks gewann er die Meisterschaft und wurde zum Spieler des Jahres gewählt. Anschließend spielte er mit dem Klub in der AFC Champions League. Durch den Gewinn der Vizemeisterschaft 2008 spielt er mit Chonburi im AFC Cup 2009. Dort erreichte man nicht zuletzt dank ihm die Runde der letzten 32. Bis zum Ende seiner Karriere 2018 stand er 404 Mal für Chonburi auf dem Platz und erzielte dabei 108 Tore.

#### Nationalmannschaft
In die thailändische Nationalmannschaft wurde er sehr spät berufen. Zwar spielte er bereits in der U-17 Thailands und gewann mit ihr die AFC U-17 Meisterschaften 1998, doch machte er für die Senioren erst 2005 sein erstes Länderspiel. Bis 2012 spielte er sechs Mal für die Nationalelf.

### Trainer
Pipob On-Mo begann seine Trainerkarriere im März 2016 als Co-Trainer beim Erstligisten Chonburi FC. Hier stand er bis Juli 2021 unter Vertrag. Direkt im Anschluss übernahm er das Traineramt der thailändischen U16- und U17-Junioren. Das Amt hatte er bis Dezember 2023 inne. Während seiner Zeit als U-Nationaltrainer übernahm er zusätzlich das Amt des Co-Trainers beim Zweitligisten Rayong FC. Hier stand er bis Ende Dezember 2023 19-mal unter dem Cheftrainer Therdsak Chaiman an der Seitenlinie. Am 25. Dezember 2023 übernahm er den Posten des Cheftrainers beim Rayong FC. Mit dem Verein wurde er Tabellendritter und qualifizierte sich für die Aufstiegsspiele zur ersten Liga. Hier konnte man sich gegen den Nakhon Si United FC durchsetzen und stieg in die erste Liga auf. Nach dem Aufstieg verließ er den Verein und übernahm im Sommer 2024 den Chonburi FC als Cheftrainer. Nach dem 13. Spieltag der Saison 2024 gab er seinen Rücktritt als Trainer bekannt. Am 24. Dezember 2024 übernahm er das Amt des Cheftrainers beim Zweitligisten Sisaket United FC. Hier stand er bis Saisonende unter Vertrag. Im Sommer 2025 wechselte er zum Erstligaabsteiger Khon Kaen United FC.

## Erfolge

### Verein
BEC Tero Sasana FC
- Thailändischer Meister: 2000, 2001/02
- Thailändischer Vizemeister: 2002/03, 2003/04
- AFC Champions League: 2002/03 (Finalist)

Chonburi FC
- Thailändischer Meister: 2007
- Thailändischer Vizemeister: 2008
- Thailändischer Pokalsieger: 2010
- Kor-Royal-Cup-Sieger: 2007, 2008, 2009, 2011

### Nationalmannschaft
- Gewinner der AFC U-17 Meisterschaften 1998

## Auszeichnungen
- Thailand Premier League: Spieler des Jahres 2007

## Karriere als Trainer
Von Februar 2019 bis Anfang Juli 2021 war Pipob On-Mo Co-Trainer bei seinem ehemaligen Club Chonburi FC. Hier stand er an der Seite von Jukkapant Punpee  und Sasom Pobprasert. Im Juli 2021 übernahm der das Traineramt der thailändischen U16- und U17-Nationalmannschaft.